# Kłara Rumianowa
Kłara Michajłowna Rumianowa (ros. Клара Михайловна Румянова; ur. 8 grudnia 1929 w Leningradzie, zm. 18 września 2004 w Moskwie) – radziecka aktorka filmowa i głosowa. Żona aktora Anatolija Czemodurowa.

## Życiorys
W 1953 roku ukończyła WGIK. Była związana ze studiem Sojuzmultfilm. Zasłużona Artystka RFSRR (1979). Charakteryzowała się wysokim głosem. Brała udział w dubbingu wielu filmów animowanych. Najbardziej znana z podkładania głosu postaci Zająca w kreskówce Wilk i Zając, a także użyczania głosu dla postaci Kiwaczka m.in. w filmie lalkowym Czeburaszka (ros. Чебурашка). Zmarła w wieku 74 lat. Została pochowana na Cmentarzu Dońskim w Moskwie.

## Filmografia

### Role aktorskie
- 1958: Narzeczony z tamtego świata jako pielęgniarka
- 1971: Dwanaście krzeseł jako Katerina Aleksandrowna, żona ojca Fiodora
- 1979: Samolot w płomieniach

### Role głosowe

#### Filmy fabularne
- 1967: Anna Karenina jako Sierioża (głos)
- 1967: Wij jako panienka (głos)

#### Filmy animowane
- 1962: Kwitnący sad jako Asan
- 1964: Jak żabka szukała taty jako konik polny
- 1965: Gorący kamień
- 1965: Rikki-Tikki-Tavi jako Rikki
- 1965: Wowka w Trzydziewiętnym Carstwie
- 1966: Samyj, samyj, samyj, samyj jako Krokodylek / mrówka
- 1967: Hej-hop! Hej-hop! jako Myszka / Żabka
- 1968: Koziołek liczy do dziesięciu jako Koziołek
- 1968: Małysz i Karlson jako Małysz (Braciszek)
- 1969–1995: Wilk i Zając (odc. 1–18) jako Zając
- 1969: Dziadek Mróz i lato
- 1969: Krokodyl Giena jako Kiwaczek
- 1970: Powrót Karlsona jako Małysz (Braciszek)
- 1970: Słodka bajeczka
- 1971: Bez tego obejść się nie można
- 1971: Kiwaczek jako Kiwaczek (Czeburaszek)
- 1973: Maugli jako Hathi
- 1974: Mały szop
- 1974: Szapoklak jako Kiwaczek
- 1978: Jak kaczorek grajek został piłkarzem
- 1978: Prezent dla najsłabszego
- 1980: Prezent dla zająca
- 1981: Mamucia mama jako Mamutek
- 1981: Na ratunek
- 1981: Strach ma wielkie oczy
- 1982–1984: Biuro rzeczy znalezionych
- 1982: Czyste źródło jako owieczka
- 1982: Jak przyjaciel, to przyjaciel
- 1982: Leśny kwartet
- 1983: Kiwaczek idzie do szkoły jako Kiwaczek
- 1983: Latawiec na dachu
- 1983: Słoniątko i pismo jako Słoniątko
- 1984: Co potrafisz?
- 1984: Nie chcę, nie będę